# Ildar Khaïroulline
Ildar Khaïroulline est un joueur d'échecs russe né le 22 août 1990 à Perm. Grand maître international depuis 2007, il a remporté le championnat du monde des moins des moins de 14 ans en 2004 et le championnat du monde des moins de 18 ans en 2005.
En 2006, il finit cinquième du championnat de Russie d'échecs. Il remporta le championnat de Saint-Pétersbourg en 2010 et fut premier ex æquo au mémorial Tchigorine à Saint-Pétersbourg en 2012 (ex æquo avec sept joueurs) et au mémorial Tchigorine à Saint-Pétersbourg en 2013 (ex æquo avec dix autres joueurs). En 2011, il finit quatrième ex æquo du tournoi d'échecs du lac Sevan.
Au 1er décembre 2015, Khaïroulline est le 26e joueur russe et le 112e joueur mondial avec un classement Elo de 2 647.
Il a participé à la Coupe du monde d'échecs 2011 à Khanty-Mansiïsk où il fut éliminé au premier tour par le Chinois Ni Hua.

## Compétitions par équipes
Ildar Khaïroulline a participé à huit coupes d'Europe des clubs de 2008 à 2017, remportant :
- la médaille d'or par équipe en 2011 avec le club de Saint-Pétersbourg ;
- la médaille d'argent par équipe en 2012 et 2016 ;
- la médaille de bronze par équipe en 2015.